# Zama (Kanagawa)
Zama (Japans: 座間市, Zama-shi) is een stad in de Japanse prefectuur Kanagawa. Op 1 november 2009 had de stad 128.895 inwoners. De bevolkingsdichtheid bedroeg 7330 inw./km². De oppervlakte van de stad bedraagt 17,58 km².

## Geografie
Zama ligt centraal in de prefectuur Kanagawa op 40 km van Tokio en ongeveer 20 km van Yokohama. De rivier Sagamigawa (相模川) loopt door de stad.

## Geschiedenis
Na de Meiji-restauratie en het Decreet op de afschaffing van het han-systeem en de instelling van prefecturen (廃藩置県, Haihan chiken) van 1871 kwam Zama in de prefectuur Kanagawa te liggen. Op 1 april 1889 werden de vijf dorpen van het district Kōza, die zich op het grondgebied van de huidige stad bevinden, samengevoegd tot het dorp Zama (座間村, Zama-mura). Met de opening van de stations Zama en Shin-Zama op 1 maart 1927 van de maatschappij Odakyu en de opening van Station Iriya op 23 juni 1935 van de Sagami Spoorwegmaatschappij moderniseerde Zama zich snel. Op 30 september 1937 verhuisde de militaire academie van het Japanse Keizerlijke leger naar Zama. Ten gevolge van de groeiende bevolking kreeg Zama op 20 december 1937 het statuut van gemeente (座間町, Zama-machi). Op 29 april 1941 werd de gemeente Zama (座間町, Zama-machi) aangehecht bij de stad Sagamihara. In 1944 werd een arsenaal van de Japanse Keizerlijke Marine opgericht in de gemeente. Dit arsenaal werd opgedoekt ten gevolge van het einde van de Tweede Wereldoorlog. De militaire academie van het Japanse Keizerlijke leger werd op 2 september 1945 overdragen aan het Amerikaanse leger. Zij bouwden het om tot de militaire basis Camp Zama.
Op 1 september 1948 werd de gemeente Zama opnieuw afgesplitst van de stad Sagamihara. Zama werd op 1 november 1971 een stad (shi).

## Politiek
Zama heeft een gemeenteraad die bestaat uit 24 verkozen leden. De burgemeester van Zama is sinds 2008 Mikio Endō, een onafhankelijke.
De zetelverdeling van de gemeenteraad (01/10/2008 - 30/09/2012) is als volgt :
| Partij                           | Aantal zetels |
| -------------------------------- | ------------- |
| Onafhankelijke                   | 12            |
| Nieuw-Komeito                    | 4             |
| Communistische Partij van Japan  | 3             |
| Kanagawa Network Movement        | 2             |
| Democratische Partij             | 2             |
| Partij van de burgers (市民の党) | 1             |

## Verkeer

### Weg

#### Autoweg
- Autoweg 246,naar Chiyoda en Shibuya of Gotenba en Numazu

#### Prefecturale weg
Zama ligt aan de prefecturale wegen 42, 46, 50, 51, 407, 507 en 509

### Trein
- Odakyu
  - Odawara-lijn : stations Sobudai-Mae en Zama
- JR East
  - Sagami-lijn : station Iriya

### Bus
- Kanagawa Chuo Kotsu(神奈川中央交通株式会社)
- Soo Tetsu Bus (相鉄バス株式会社)

## Aangrenzende steden en gemeenten
- Sagamihara
- Atsugi
- Yamato
- Ebina

## Geboren in Zama
- Tomoko Ishimura (石村 知子, Ishimura Tomoko), een seiyu
- Saki Shimizu (清水 佐紀, Shimizu Saki), een J-pop-zangeres
- Ami Suzuki (鈴木亜美, Suzuki Ami), een zangeres en actrice
- Naoya Inoue (井上 尚弥, Inoue Naoya), een bokser

## Partnersteden
Zama heeft sinds 1991 een stedenband met :
- Smyrna (Tennessee), Verenigde Staten